# Michal Nguyễn
Michal Nguyễn (* 4. Dezember 1989 in Litvínov) ist ein vietnamesisch-tschechischer Fußballspieler.
Nguyễn ist der Sohn eines Vietnamesen und einer Tschechin.

## Karriere

### Verein
Das Fußballspielen erlernte Michal Nguyễn in seinem Geburtsland Tschechien bei FK Litvínov, FK Teplice und FK Baník Most. Bei Baník Most unterschrieb er 2009 auch seinen ersten Vertrag. Für den in der ersten Liga, der Fortuna:Liga, spielenden Baník Most absolvierte er bis 2014 101 Spiele in der Ersten und Zweiten Mannschaft. 2015 wechselte er in die Heimat seines Vaters. In Vietnam unterschrieb er einen Vertrag bei Becamex Bình Dương. Der in Thủ Dầu Một beheimatete Verein spielte in der Ersten Liga, der V.League 1. Anfang 2018 zog es ihn nach Thailand. Der in der Ersten Liga, der Thai League, spielende Air Force Central FC nahm ihn unter Vertrag. Nach dem Abstieg des Clubs in die Thai League 2, verließ er den Verein und ging nach Malaysia. Hier unterschrieb er einen Vertrag beim Selangor FA, einem Verein aus Shah Alam, der in der Malaysia Super League spielt. Für Selangor absolvierte er 19 Erstligaspiele. Ende 2019 wurde sein Vertrag nicht verlängert. Seit November 2019 ist er vertrags- und vereinslos.

### Nationalmannschaft
Bis heute spielte Michal Nguyễn zweimal in der vietnamesischen Nationalmannschaft. Sein Debüt gab er am 6. Februar 2013 in einem Qualifikationsspiel für den Asian Cup gegen die Vereinigten Arabischen Emirate im Mỹ-Đình-Nationalstadion.